# Helge Lundström (byggmästare)
Helge Johannes Lundström, född 20 februari 1900 i Bjärnå, död 8 januari 1953 i Helsingfors, var en finländsk byggmästare. 
Lundström, som var verksam på olika arkitektbyråer, ritade under 1930- och 1940-talen över 50 bostadsbyggnader i Helsingfors, särskilt vid Mechelingatan, Linnankoskigatan, Mannerheimvägen, främre Mejlans vid Granvägen och Rönnvägen samt vid Tölö torg. Dessa är utförda i senfunktionalistisk stil, vanligen med grå- eller ljusrappade fasader. Bland hans verk märks även Tennispalatset i Kampen och det ursprungliga Bilpalatset (1937).

## Bilder

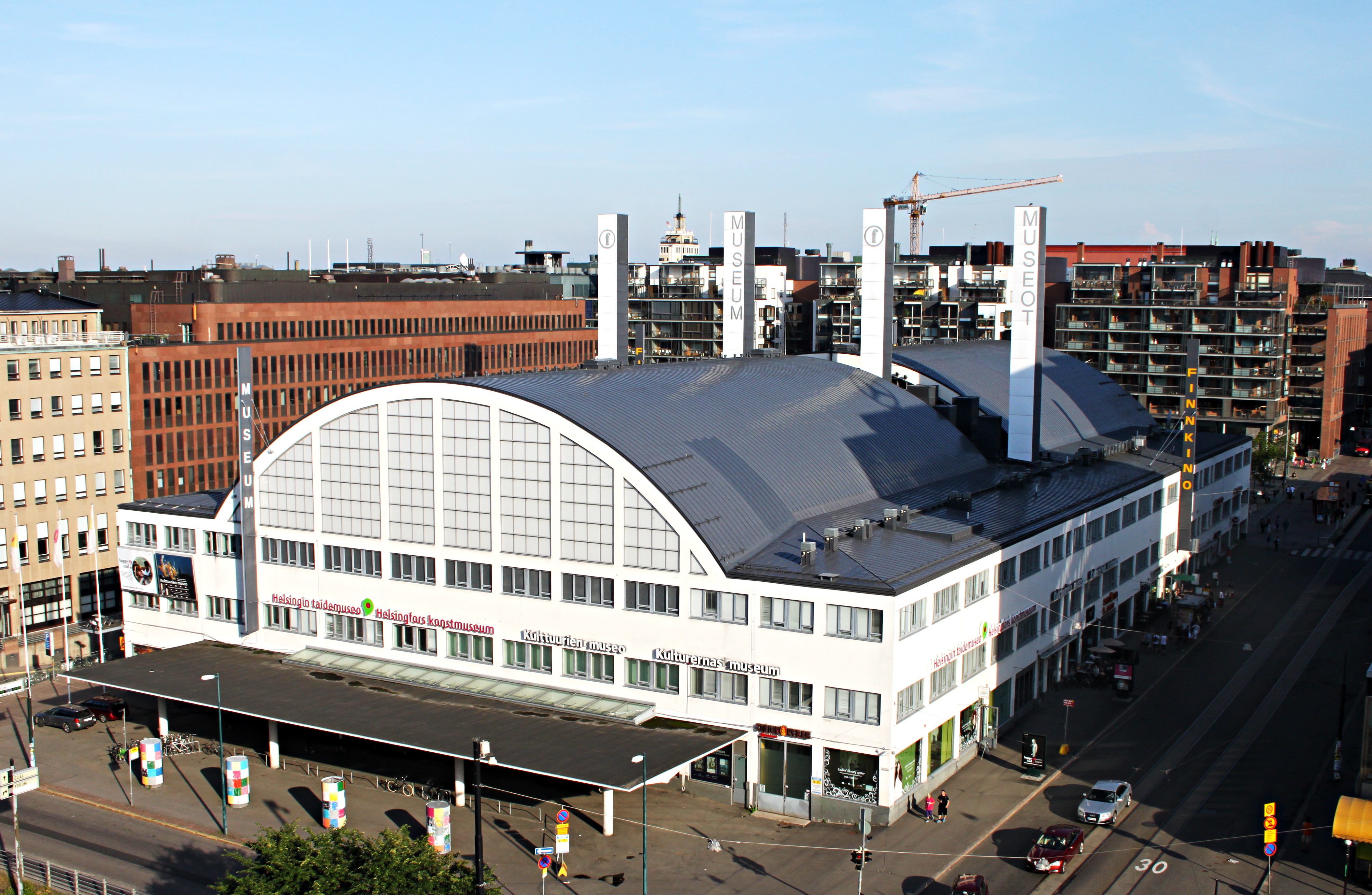
Tennispalatset.
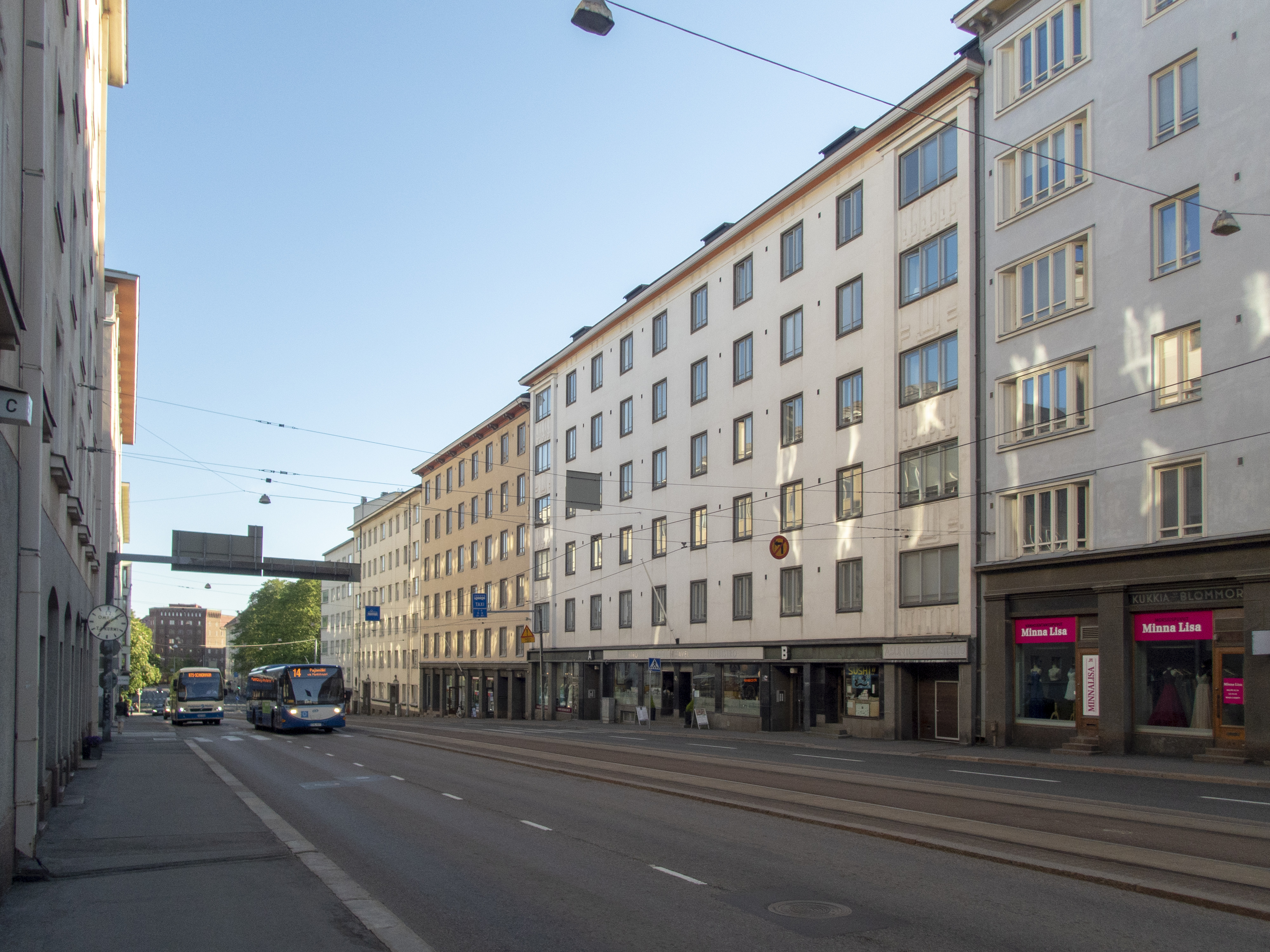
Runebergsgatan 40
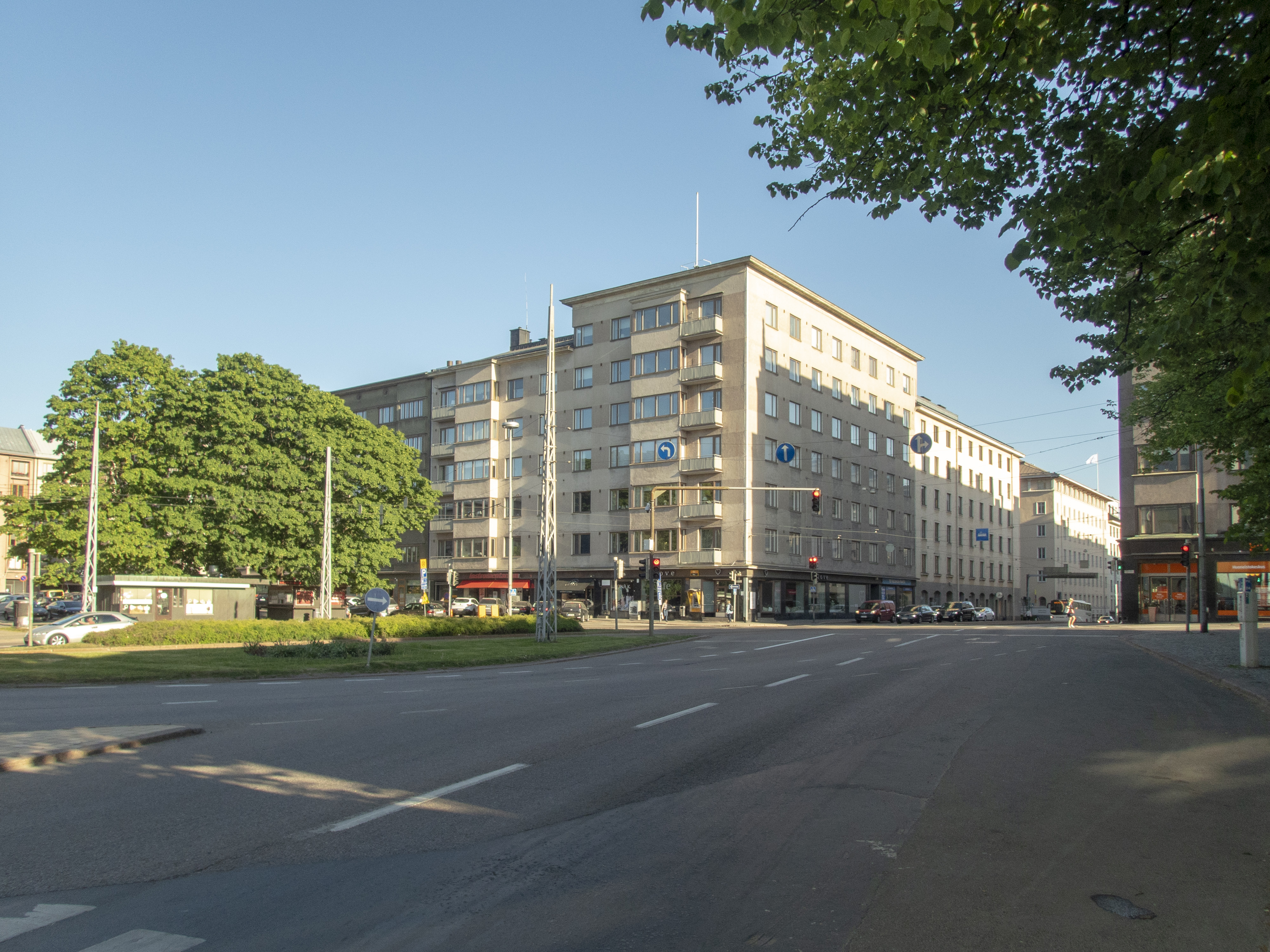
Runebergsgatan 53
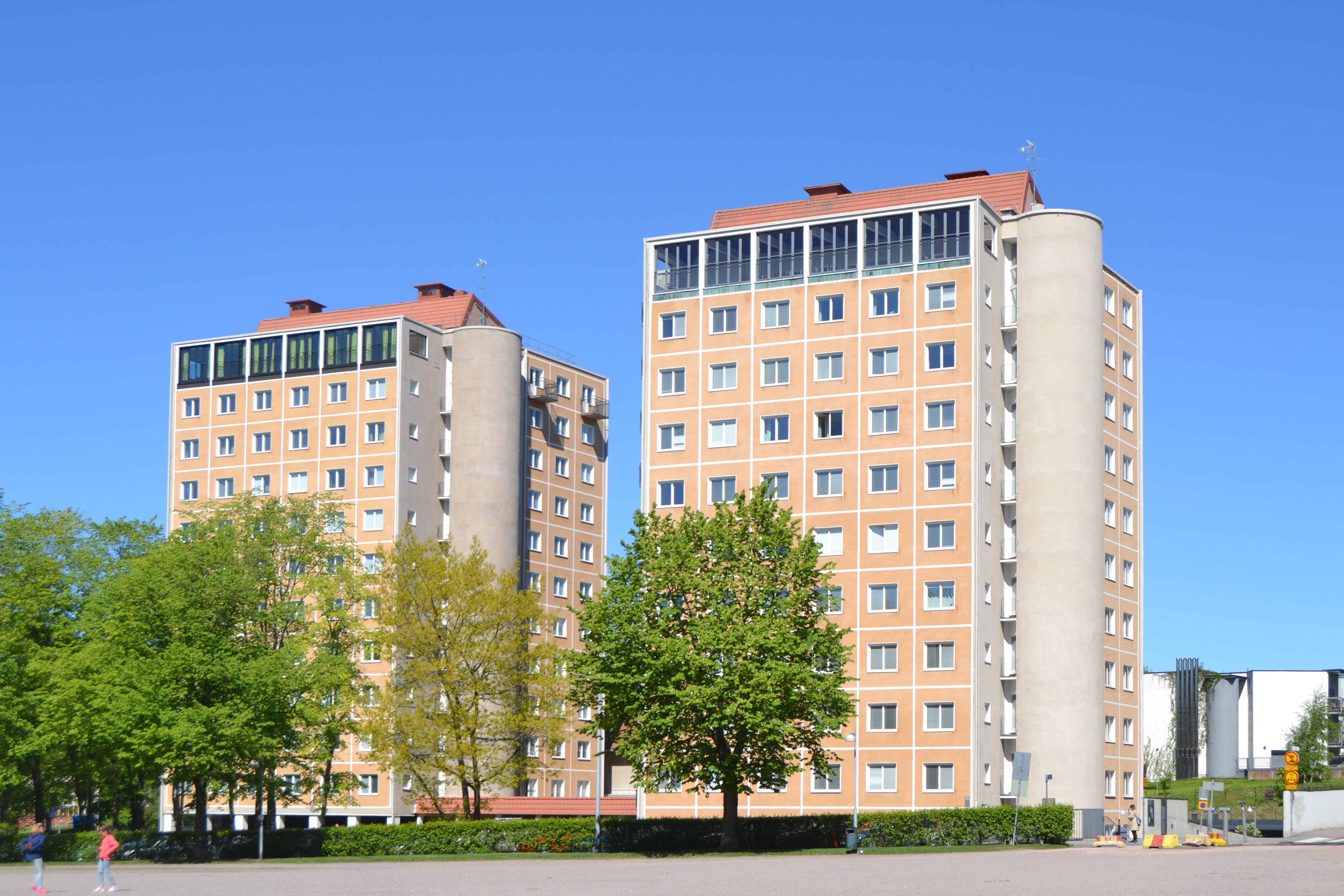
Tornhusen i Tölö